# Thomas Burke (guvernör)
Thomas Burke, född omkring 1747 i Galway, död 2 december 1783 i Orange County, North Carolina, var en amerikansk jurist, läkare och politiker. Han var North Carolinas guvernör 1781–1782.
Burke studerade medicin och flyttade 1764 från Irland till Virginia där han studerade juridik. År 1771 flyttade han vidare till North Carolina. Han var ledamot av kontinentalkongressen 1777–1781.
Burke efterträdde 1781 Abner Nash som guvernör och efterträddes 1782 av Alexander Martin. En del av tiden tillbringade han i lojalisternas fångenskap i South Carolina efter att överste David Fanning kidnappade honom. Burke rymde från fångenskapet och återvände till sitt ämbete.
Burke avled 1783 och gravsattes i Hillsborough Township i North Carolina. Burke County i North Carolina har fått sitt namn efter Thomas Burke.